# Рагби репрезентација Боцване
Рагби јунион репрезентација Боцване је рагби јунион тим који представља Боцвану у овом екипном спорту. Рагби савез Боцване је основан 1992. Први званични тест меч репрезентативци Боцване играли су септембра 1996. и доживели катастрофалан пораз, Рагби јунион репрезентација Зимбабвеа их је одувала 130-10. Најубедљивију победу рагбисти Боцване остварили су 2004. када су били бољи од Нигерије 37-0. 

## Тренутни састав
Тироне Варбуртон - капитен
Голосванг Твадимпе
Катлего Мохутсива
Стефен Ван Зил
Еди Ернст
Шаун Ленсберг
Молиби Мафањане
Стивен Пери
Вујо Мојо
Јереми Добровски
Џејмс Херис
Кагисо Молефи
Хуго Бота
Тато Мофела
Гапе Малесу
Алберт Вивиерс
Батсиле Кабо
Омфиле Дебула
Џероме Алабу